# 概念
概念（英語：Concept），是抽象的、普遍的想法，是充当指明实体、事件或关系的范畴或类的实体。在它们的外延中忽略事物的差异，如同它们是同一的去处理它们，所以概念是抽象的。它们等同的适用于在它们外延中的所有事物，所以它们是普遍的。概念也是命题的基本元素，如同词是句子的基本语义元素一样。
概念是人类对一个复杂的过程或事物的理解。从哲学的观念来说概念是思维的基本单位。在日常用语中人们往往将概念与一个词或一个名词（術语）同等对待。

## 概念的范围和内容的定义
在一些哲学理论中概念范围与概念内容的定义不同。
概念范围（外延）是指所有包括在这个概念中的事物，比如“白”的概念范围是所有白色的事物。范围相同的概念被称为是相当的，在逻辑研究中，尤其是在数学逻辑中相当的概念往往被看作是相同的。
在将一个概念细分为亚概念时，要注意两分法的应用，来防止逻辑谬误的发生。
在逻辑学中，一个概念的定义被看作是适当的，如果这个定义的用词描述的范围与概念范围相同。比如：
正方形是四个边长都長度一樣的长方形
是一个适当的概念。
概念内容（内涵）包括所有一个组成该概念的事物的特性和关系。比如“饲养技术”的内容包括所有有关于这个技术的特性。但在定义这个概念时人们挑选出这些特性中最关键的，比如：“饲养技术是繁殖、喂养、圈养和使用农业用动物和以此提取有价值的产品的技术”。
任何一個概念之定義，都不可能完全概括概念本質特性和全部內容，只有從不同角度去分析研究此概念之本質特性和全部內容後，才能認識和把握概念:6。

## 历史上的定义
在古希腊和罗马，概念被定义为抽象和区别后获的定义。
在中世纪概念被定义为“事物的一切”（Universalia post res），来说明一个概念包括它所定义的所有的事物。
笛卡尔和莱布尼茨将概念的清晰度和分明度称为是概念的特征。
康德区分概念与见解：他认为见解是对个别事物的想象，而概念则是对多个事物的共同点的想象。

## 哲学争论
在哲学上对除用来描述的语言本体及其所描述的事物外是否还有其它思想上的、思维上的或抽象的实体如“思维单位”、内涵、外延等有争议。
在认识论中概念被看作是对与人类无关的事实存在的特性的反应。概念的变化和扩大反映了人类对世界的知识和认识的扩展。

## 相关标准的定义
中华人民共和国国家标准GB／T 15237．1—2000：“概念”是对特征的独特组合而形成的知识单元。
德国工业标准2342将概念定义为一个“采用抽象化的方式，从一群事物中提取出来的，反映这些事物之共同特性的思维单位”。

## 认知科学的模型
在认知科学和人工智能中概念被用来作为人的知识的模型。